# Snöflinga (växt)
Snöflinga (Sutera cordata) är en flenörtsväxtart som först beskrevs av Carl Peter Thunberg, och fick sitt nu gällande namn av Carl Ernst Otto Kuntze. Enligt Catalogue of Life ingår Snöflinga i släktet snöflingor och familjen flenörtsväxter, men enligt Dyntaxa är tillhörigheten istället släktet snöflingor och familjen flenörtsväxter. Arten förekommer tillfälligt i Sverige, men reproducerar sig inte. Inga underarter finns listade i Catalogue of Life.

## Källor

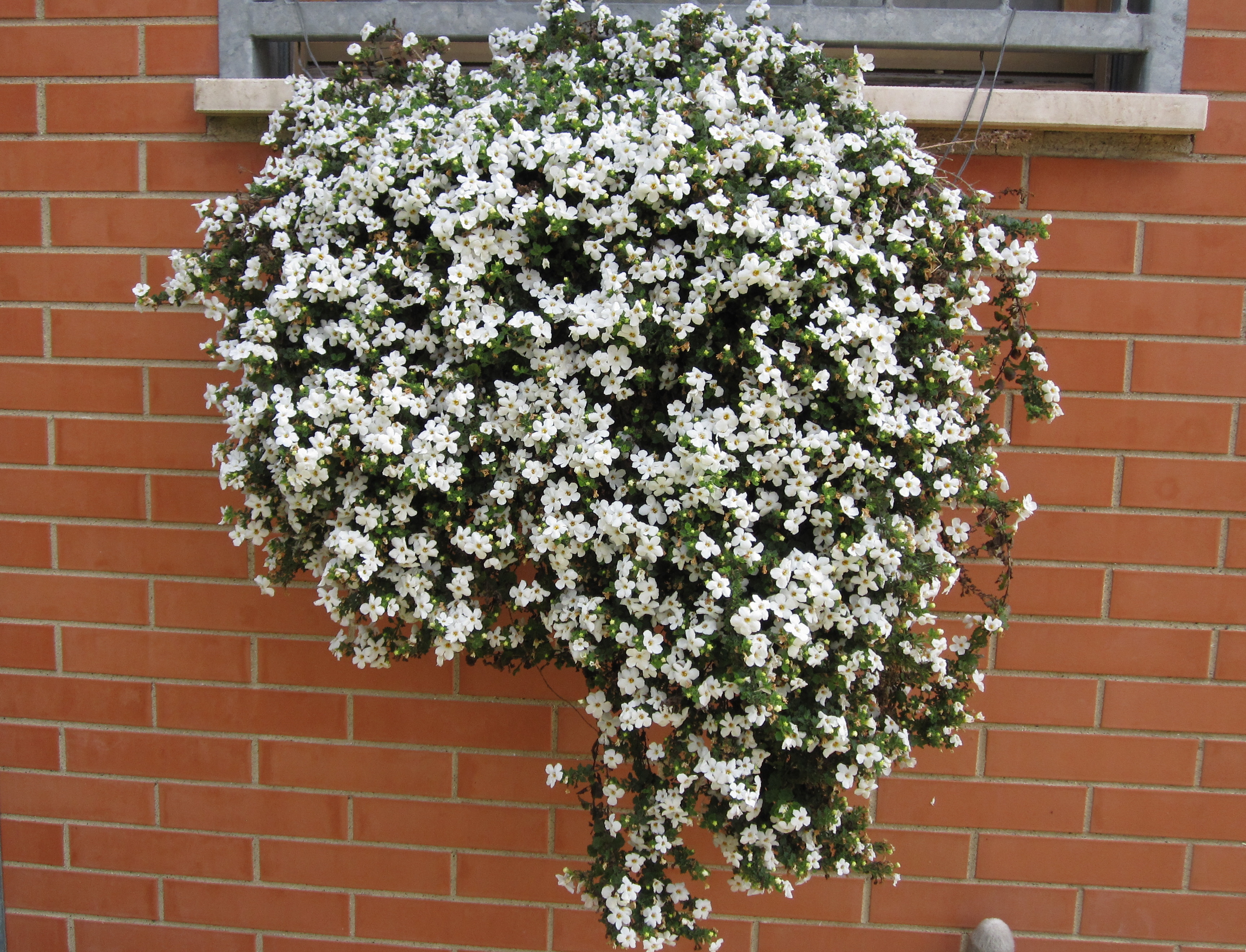
Sutera cordata rukväxter

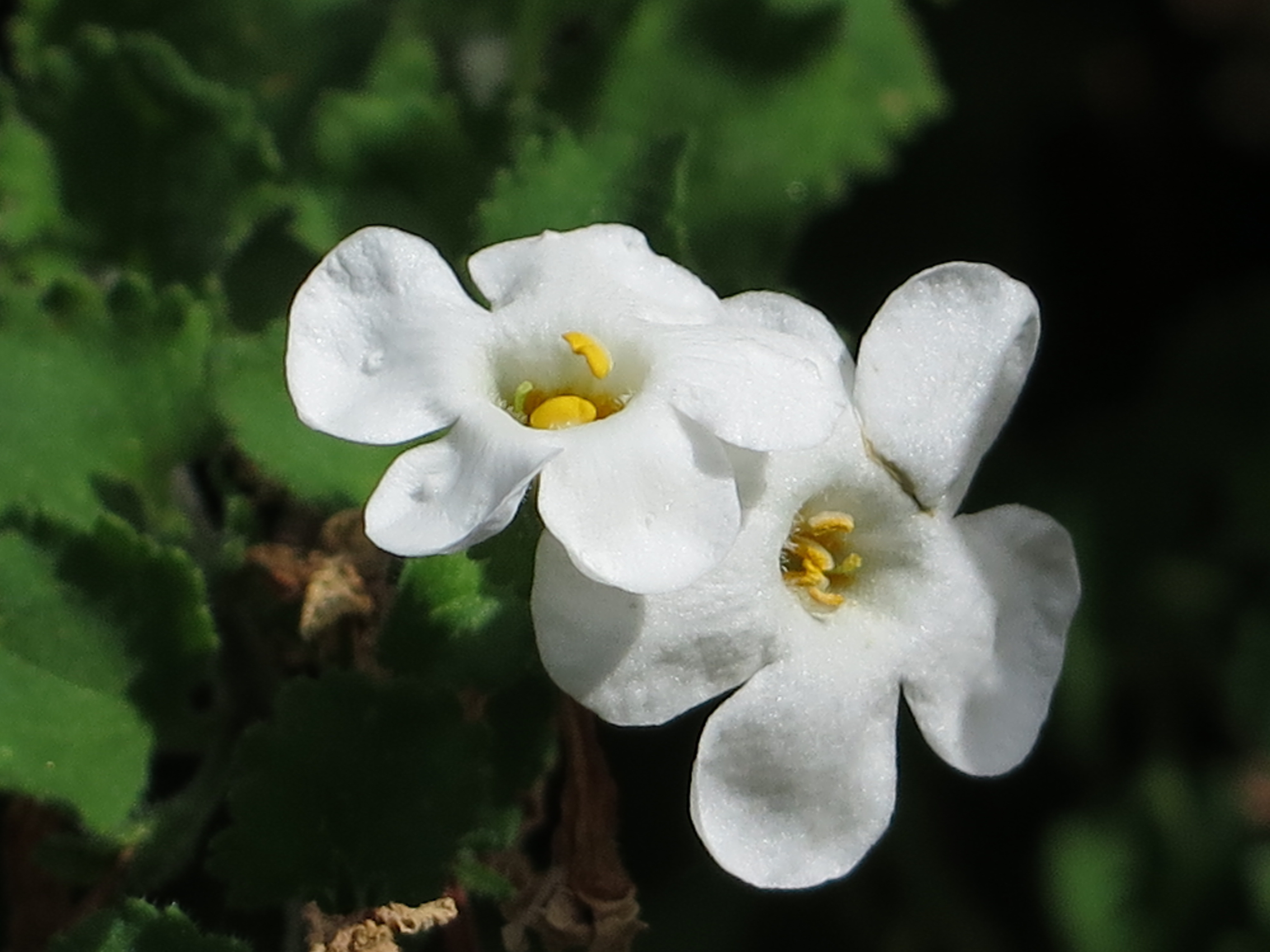
Blommor